# Parque nacional Montes Moresby
El Parque Nacional Montes Moresby es un parque nacional en Queensland (Australia), ubicado a 1314 km al noroeste de Brisbane.

## Datos
- Área: 2,79 km²;
- Coordenadas: 17°32′15″S 146°04′33″E / -17.53750, 146.07583
- Fecha de Creación: 1973
- Administración: Servicio para la Vida Salvaje de Queensland
- Categoría IUCN: II